# Nol Heijerman
Nol Heijerman (Róterdam, 10 de octubre de 1940 - Róterdam, 23 de enero de 2015) fue un futbolista neerlandés que jugaba en la demarcación de extremo derecho.

## Biografía
Debutó como futbolista en 1960 con el HVC Amersfoort tras formarse en el RFC Rotterdam desde los diez años. En 1963 fue traspasado al XerxesDZB, debutando con el equipo el 25 de agosto de 1963 contra el FC Wageningen. En 1967 fichó por el Sparta Rotterdam por 125 000 guldens. Fue el club donde más temporadas permaneció, con un total de ocho, llegando a jugar 223 goles y marcar 64 goles. Su mejor posición en liga fue un cuarto puesto obtenido en 1972 y en 1973. Además en la KNVB Cup de 1971 jugó la final, perdiendo contra el AFC Ajax por 2-1. A nivel internacional disputó la Copa de Ferias de 1971, donde fue eliminado en la tercera ronda por el Bayern de Múnich. También jugó la Recopa de Europa de 1972, llegando a octavos de final tras perder contra el Estrella Roja Belgrado. En 1975 fichó por el SBV Excelsior por una temporada, quedando décimo octavo en liga, y por lo tanto descendiendo a la Eerste Divisie. Tras esta temporada, Heijerman colgó las botas.
Falleció el 23 de enero de 2015 a los 74 años de edad.

## Clubes
| Club             | País         | Año         | Partidos | Goles |
| ---------------- | ------------ | ----------- | -------- | ----- |
| HVC Amersfoort   | Países Bajos | 1960 - 1963 |          | 13    |
| XerxesDZB        | Países Bajos | 1963 - 1967 | 111      | 63    |
| Sparta Rotterdam | Países Bajos | 1967 - 1975 | 223      | 64    |
| SBV Excelsior    | Países Bajos | 1975 - 1976 | 13       | 1     |